# K.Bellur, Maddur
K.Bellur là một làng thuộc tehsil Maddur, huyện Mandya, bang Karnataka, Ấn Độ.